# Средний корпускулярный объём
Средний корпускулярный объем  (англ: mean corpuscular volume (MCV)), также называемый средний объём эритроцита, рассчитывается путем умножения объема крови на долю клеточной крови (гематокрит) и деления этого произведения на количество эритроцитов (красных кровяных телец (англ: red blood cell (RBC))) в этом объёме. Средний корпускулярный объём является частью стандартного общего клинического анализа крови.
У пациентов с анемией именно измерение MCV позволяет классифицировать микроцитарную анемию (MCV ниже нормы), нормоцитарную анемию (MCV в пределах нормы) и макроцитарную анемию (MCV выше нормы). Нормоцитарная анемия обычно считается таковой, потому что костный мозг еще не отреагировал изменением объема клеток, что изредка происходит при кровопотере и гемолизе.
Если MCV определяли с помощью автоматизированного оборудования, результат можно сравнить с морфологией эритроцитов в мазке периферической крови, где нормальные эритроциты имеют размер ядра нормального лимфоцита. Любое отклонение обычно указывает либо на неисправное оборудование, либо на ошибку техника, хотя есть некоторые состояния, которые проявляются высоким MCV без мегалобластных клеток.
Для дальнейшего уточнения его можно использовать для расчёта ширины распределения эритроцитов (англ: red blood cell distribution width (RDW)). RDW — это показатель, вычисляемый в ходе статистического расчета, выполненного автоматическими анализаторами, который отражает изменчивость размера и формы эритроцитов.

## Расчёт
Для расчета MCV гематокрит (Hct) делится на концентрацию эритроцитов ([RBC])
{\displaystyle {\textit {MCV}}={\frac {\textit {Hct}}{[{\text{RBC}}]}}}
Обычно MCV выражается в фемтолитрах ( fL , или 10-15 л), а концентрация эритроцитов — в миллионах на микролитр (10 6 / мкл). Нормальный диапазон для MCV составляет 80–100  fL.
Если гематокрит выражается в процентах, концентрация эритроцитов — в миллионах на микролитр, а MCV — в фемтолитрах, формула принимает вид
{\displaystyle {\textit {MCV}}/\mathrm {L} ={\frac {{\mathit {Hct\%}}/100}{[{\text{RBCmmL}}]\times (10^{6}/10^{-6})/\mathrm {L} ^{-1}}}}
{\displaystyle {\textit {MCV}}/\mathrm {fL} ={\textit {MCV}}/(10^{-15}\,\mathrm {L} )=10^{15}{\frac {{\mathit {Hct\%}}/100}{[{\text{RBCmmL}}]\times 10^{12}}}={\frac {{\mathit {Hct\%}}\times 10}{[{\text{RBCmmL}}]}}}
MCV можно определить несколькими способами с помощью автоматических анализаторов. В чувствительных к объему автоматических счетчиках клеток крови, таких как счётчик Коултера , эритроциты проходят один за другим через небольшое отверстие и генерируют сигнал, прямо пропорциональный их объему. Другие автоматические счетчики измеряют объем эритроцитов с помощью методов, измеряющих преломленный, дифрагированный или рассеянный свет.

## Интерпретация
Нормальный эталонный (референсный) диапазон обычно составляет 80–100 мкл.

### Высокий
При пернициозной анемии (макроцитарной) MCV может достигать 150 фемтолитров.  (как и повышенный ГГТ и соотношение АСТ/АЛТ 2:1). Дефицит витамина B12 и/или фолиевой кислоты также связан с макроцитарной анемией (высокие числа MCV).

### Низкий
Наиболее частыми причинами микроцитарной анемии являются дефицит железа (из-за неадекватного питания , желудочно-кишечной или менструальной кровопотери ), талассемия , сидеробластная анемия или хронические заболевания. При железодефицитной анемии (микроцитарной анемии) он может составлять от 60 до 70 фемтолитров. В некоторых случаях талассемии MCV может быть низким, даже если у пациента нет дефицита железа.